# 水谷緑亭
水谷 緑亭（みずたに りょくてい、天明7年（1787年）- 安政5年8月16日（1858年9月22日））は、江戸期の川柳作家である。5世川柳を襲名した。別号は腥斎 佃（なまぐさい たづくり）。

## 略歴

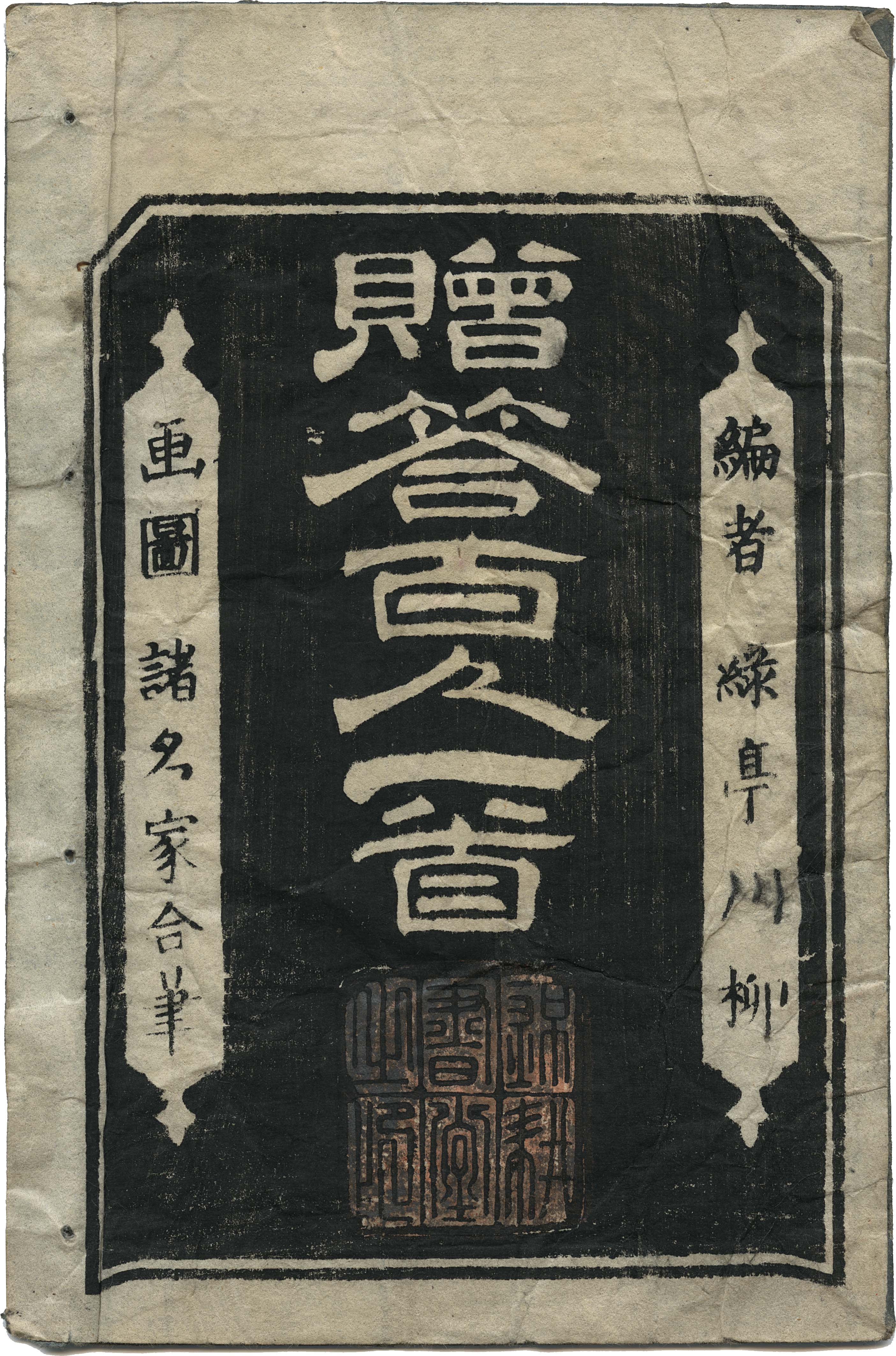
『贈答百人一首』の表紙

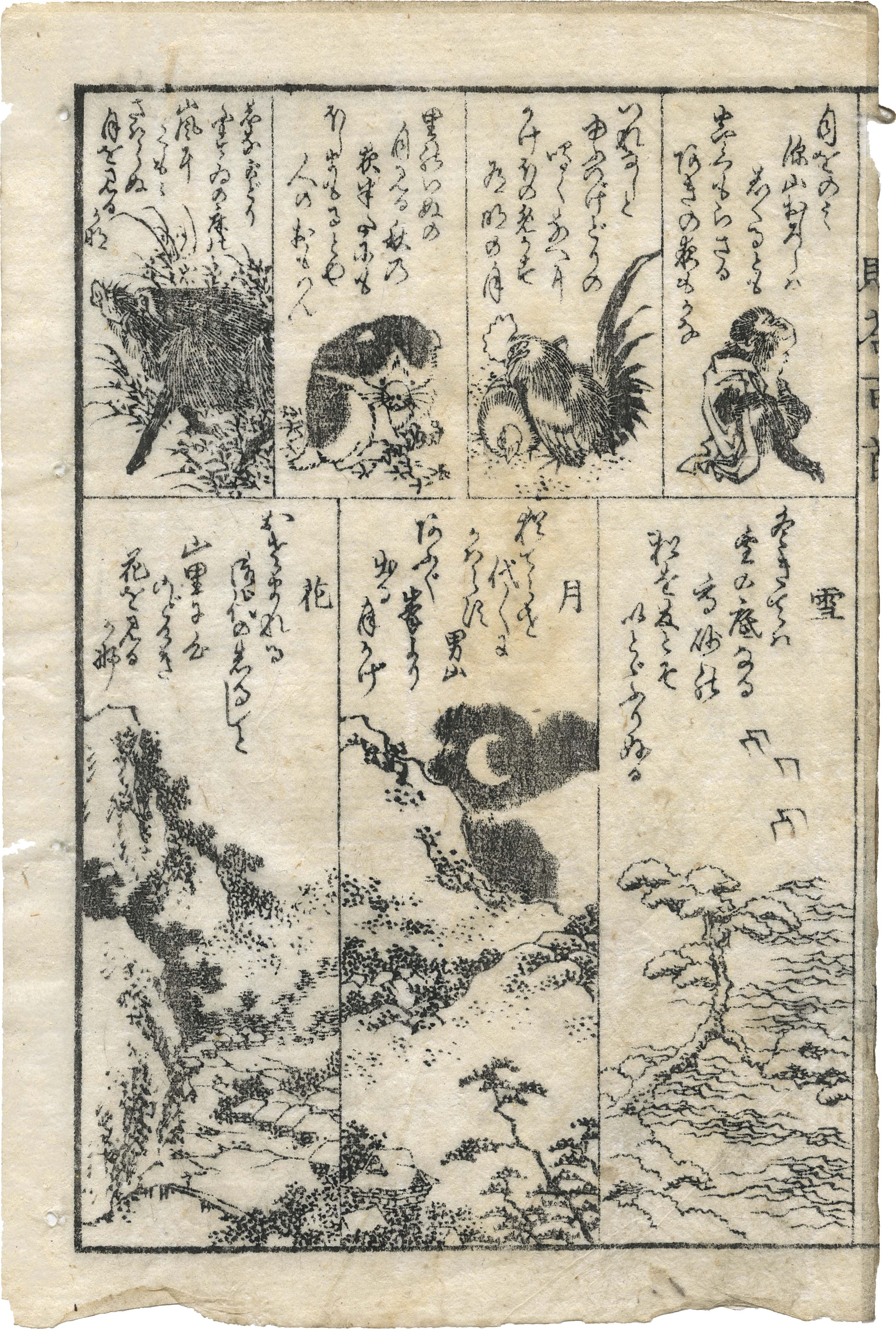
『贈答百人一首』

本名は雅好、通称は金蔵。幼いころ父をなくし、江戸佃島の漁師に養われる。魚問屋を開き名主となった。2世川柳（柄井弥惣右衛門）に川柳を学び、腥斎 佃と号した。柄井川柳が流行させた「川柳」（前句付け）は川柳の没後、一時勢いを失うが、南町奉行所の同心であった4世川柳（人見周助：襲名前の号、眠亭賤丸）が句風を改め、「川柳」の勢いを回復させた。天保の改革の綱紀粛正の流れの中で、役人が前句付の点者をすることをはばかることなどで、天保8年（1837年）に緑亭が五世川柳を継承した。緑亭は10代から句作を初め、衆望を集めたが、地味な人柄で、養父母に孝養を尽くし、佃島の風俗を矯正した功績などで、町奉行所から三度にわたり褒章を受けていた。緑亭は「柳風式法」として、「政事を読まない」、「貴顕の人々の実名を入れない」など8項目の式法を定め、「句案十体」（正体、反復、比喩、半比、虚実、隠語、見立、隠題、本末、字響）を定めて、「川柳」を『柳風狂句』と名付けた。
多くの選者が任意に選句を行うことにより繁多になった『誹風柳多留』を整理するために、天保12年（1841年）から『新編柳多留』の刊行を初め、嘉永2年（1849年）まで55編を刊行した。草双紙『祥瑞白菊物語』や、『俳人百家撰』などの著書もある。安政5年（1858年）没。築地本願寺に葬る。法号は釋浄豊。向島三囲社に句碑あり、「和らかくかたく持ちたし人心」と。没後、川柳の名跡は長子の醒斎ごまめ（和風亭川柳）に継がれた。現墓所は杉並区永福の築地本願寺和田堀廟所。

## 「柳風式法」の一部
- 一、政事に係はりたる事は何事によらず句作撰みなど致すまじき事
- 二、近世の貴顕官員の実名など句中に取結びたる風調堅く引墨致すまじき事
- 三、畏れある事は申すに及ばず、譬ひ知己に候とも人名を顕はし、讒謗がましき句体は一切引墨致す間敷事
- 四、博突出火刑罰などの不吉がましき句作は一切禁忌たるべき事
- 五、句撰の規則は天朝を尊敬し、敬神愛国を旨とし、昔（往古）の貴人、忠孝、道徳、五常の教導、技芸の名誉、奇特の句体を尊み高番に据うべき事、右は自然善行の道句案に浮み勧懲の一端にもなるべきが故也

## 参考資料
- 『川柳の基礎知識―技法と鑑賞』尾藤 三柳 (著) 雄山閣出版 カルチャー・ブックス(1978/01) ISBN 4639003773